# الطبيبة تشا
الطبيبة تشا (بالكورية: 닥터 차정숙)؛ هو مسلسل تلفزيوني كوري جنوبي، من بطولة أوم جونغ هوا، كيم بيونغ-تشول، ميونغ سي-بين ومين وو-هيوك. عرض على قناة جاي تي بي سي في 15 أبريل الى 4 يونيو 2023. بث كل يومي السبت والاحد.

## القصة
يروي قصة خريجة طب أصبحت ربة منزل ولكنها تقرر العودة إلى المجال الطبي، وزوجها الطبيب الذي يحافظ على حياة مزدوجة مثالية. إنه رائع في وظيفته وهو أيضًا ذكيا في خداع زوجته.

## طاقم
- أوم جونغ هوا في دور تشا جونغ سوك[6]

ربة منزل متفرغة، بعد عشرين عامًا قررت العودة إلى حياتها المهنية كطبيبة، بعد أن نجت من أزمة غير متوقعة.
- كيم بيونغ-تشول في دور سيو إن هو[6]

الزوج المثالي لـ جونغ سوك وهو كبير الجراحين في مستشفى جامعي.
- ميونغ سي-بين في دور تشوي سونغ هي[7]

الحب الأول لـ ان-هو وهي بروفيسورة طب الأسرة.
- مين وو-هيوك في دور روي كيم[5]

جراح ذو شخصية جذابة متشابك مع جونغ سوك.

### دور داعم
- جو اه-ريوم في دور جيون سو-را[8]
- كيم يي-اون في دور مين تشاي-يون[9]
- سونغ يونغ آه في دور بارك جي يون[10]

### ظهور خاص
- كانغ كي-يونغ[11]

## المشاهدات
| الموسم | الموسم | رقم الحلقة | رقم الحلقة | رقم الحلقة | رقم الحلقة | رقم الحلقة | رقم الحلقة | رقم الحلقة | رقم الحلقة | رقم الحلقة | رقم الحلقة | رقم الحلقة | رقم الحلقة | رقم الحلقة | رقم الحلقة | رقم الحلقة | رقم الحلقة | المتوسط |
| الموسم | الموسم | 1          | 2          | 3          | 4          | 5          | 6          | 7          | 8          | 9          | 10         | 11         | 12         | 13         | 14         | 15         | 16         | المتوسط |
| ------ | ------ | ---------- | ---------- | ---------- | ---------- | ---------- | ---------- | ---------- | ---------- | ---------- | ---------- | ---------- | ---------- | ---------- | ---------- | ---------- | ---------- | ------- |
|        | 1      | 1.125      | 1.644      | 1.700      | 2.330      | 2.437      | 2.846      | 2.856      | 3.696      | 3.411      | 4.061      | 3.552      | 4.005      | 3.143      | 4.088      | 3.232      | 4.030      | 3.010   |

وفقا لنيلسن كوريا، قد حقق المسلسل في الحلقة الرابعة، متوسط تقييم 11.2% بحوالي أكثر من 2.3 مليون مشاهد. حقق المسلسل رقماً قياسياً في نسب المشاهدة بمتوسط تقييم 17.9% بحوالي 4 مليون مشاهد، ليصبح ضمن الأعلى تقييما في تاريخ جي تي بي سي، والاعلى لهذا العام بجانب الوكالة، دورة مكثفة في رومانسية.
| الحلقات | تاريخ البث    | تقييمات "نيلسن كوريا" | تقييمات "نيلسن كوريا" |
| الحلقات | تاريخ البث    | على الصعيد الوطني     | سيئول                 |
| ------- | ------------- | --------------------- | --------------------- |
| 1       | 15 أبريل 2023 | 4.937%                | 5.464%                |
| 2       | 16 أبريل 2023 | 7.780%                | 8.632%                |
| 3       | 22 أبريل 2023 | 7.814%                | 8.488%                |
| 4       | 23 أبريل 2023 | 11.205%               | 11.715%               |
| 5       | 29 أبريل 2023 | 10.856%               | 12.007%               |
| 6       | 30 أبريل 2023 | 13.203%               | 13.317%               |
| 7       | 6 مايو 2023   | 12.874%               | 13.019%               |
| 8       | 7 مايو 2023   | 16.181%               | 16.868%               |
| 9       | 13 مايو 2023  | 15.588%               | 15.708%               |
| 10      | 14 مايو 2023  | 17.958%               | 18.925%               |
| 11      | 20 ماقو 2023  | 16.225%               | 17.059%               |
| 12      | 21 مايو 2023  | 18.493%               | 19.336%               |
| 13      | 27 مايو 2024  | 14.420%               | 14.560%               |
| 14      | 28 مايو 2023  | 18.168%               | 17.920%               |
| 15      | 3 يونيو 2023  | 14.676%               | 14.742%               |
| 16      | 4 يونيو 2023  | 18.546%               | 19.383%               |
| متوسط   | متوسط         | 13.7%                 | 14.2%                 |

## الإنتاج

### صناعة
المسلسل من اخراج كيم داي جين الذي شارك في اخراج دامو (2003)، أقتلني، أشفيني (2015)، المحقق السيئ (2018)، ملك الخنازير (2022). من كتابة جونغ هيو رانج. ومن تخطيط Studio&NEW وإنتاجه بتعاون مع استوديوهات جاي تي بي سي و JCN.

### طاقم
في 7 مارس 2023 ، تم تأكيد الطاقم الرئيسي للمسلسل.

### الإصدار
أفيد أنه كان من المقرر عرض دكتور تشا في أكتوبر 2022. ومع ذلك ، في نوفمبر 2022 ، أعلنت JTBC أن المسلسل قد تم تضمينه في تشكيلة الدراما لعام 2023.

## روابط خارجية
- الموقع الرسمي
 (بالكورية)
- الطبيبة تشا على موقع IMDb (الإنجليزية)
- الطبيبة تشا على موقع روتن توميتوز (الإنجليزية)
- الطبيبة تشا على موقع نتفليكس (الإنجليزية)
- الطبيبة تشا على موقع قاعدة بيانات الفيلم (الإنجليزية)
- الطبيبة تشا على هانسينما